# 坂上桂子
坂上 桂子（さかがみ けいこ、1957年 - ）は、日本の美術史学者、早稲田大学教授。19世紀フランス絵画が専門。

## 来歴
東京都生まれ。早稲田大学第一文学部美術史専攻卒業、同大学大学院文学研究科を経て、同大学文学学術院助教授、教授。2001年『夢と光の画家たち―モデルニテ再考』で芸術選奨新人賞受賞。
『Ace建設業界』に「名画に見る土木・建築」を連載し、建築業界から好評を博している。

## 著作

### 著書
- 『夢と光の画家たち モデルニテ再考』スカイドア、2000.3
- 『ベルト・モリゾ ある女性画家の生きた近代』小学館、2006.1
- 『西洋絵画の巨匠6 モリゾ』小学館、2006.8
- 『ジョルジュ・スーラ　点描のモデルニテ』ブリュッケ、2014.6

### 編・共編
- 『「印象派のあけぼの」展』高見堅志郎共編 毎日新聞社 1984
- 『危機の時代からみた都市　歴史・美術・構想』水声社 2022
- 大橋菜都子『アメリカ印象派　摩天楼・大自然・新しい女性』東京美術 2024 - 監修
- 『近代都市と絵画　パリからニューヨークへ』水声社 2024
- 『都市のコラージュ　美術・生活・歴史』水声社 2025.6

### 翻訳
- 『美術とフェミニズム 反駁された女性イメージ』ノーマ・ブルード、メアリー・D.ガラード編著 PARCO出版局 1987.9
- 『ロイ・リキテンスタイン』ローレンス・アロウェイ、高見堅志郎共訳 美術出版社 1990.11
- 『ドロテア・タニング』荒川裕子共訳 彩樹社 1993.9
- 『絵画の政治学』リンダ・ノックリン、彩樹社 1996.10／ちくま学芸文庫 2021.12
- 『ゴッホ』ウィルヘルム・ウーデ、西村書店〈アート・ライブラリー〉 1997.1
- 『アルフォンス・ミュシャ 波乱の生涯と芸術』ミュシャ・リミテッド編 島田紀夫監訳、講談社 2001.9、新版（ART BOX） 2011
- 『印象派の歴史』ジョン・リウォルド、三浦篤共訳、角川学芸出版 2004.11／角川ソフィア文庫（上・下） 2019.8